# Gaussiskt heltal
Ett gaussiskt heltal eller gausskt heltal är ett komplext tal {\displaystyle z} på formen
{\displaystyle z=x+iy}, där x och y är heltal.
Således är 2+3i, 4-8i och 19 gaussiska heltal. Summor, differenser och produkter av gaussiska heltal är också gaussiska heltal:
{\displaystyle (1+2i)+(2-3i)=3-i;\ \ \ \ \ \ \ \ (1+2i)-(2-3i)=5i-1;\ \ \ \ \ \ \ \ (1+2i)\cdot (2-3i)=8+i} .
Vidare finns en heltalsvärd norm {\displaystyle v} definierad genom {\displaystyle v(x+iy)=x^{2}+y^{2}}, och en "division med kvot och rest": Om {\displaystyle a} och {\displaystyle b} är två gaussiska heltal, och  {\displaystyle b\neq 0}, så finns två gaussiska heltal {\displaystyle q} och {\displaystyle r}, sådana att {\displaystyle a=qb+r} och {\displaystyle 0\leq v(r)<v(b)}. ({\displaystyle q} kan bildas genom att man var för sig avrundar realdelen och imaginärdelen av det komplexa talet {\displaystyle a{\overline {b}}/v(b)} till närmaste heltal.) De gaussiska heltalen är en euklidisk ring.